# Chapelle Notre-Dame-du-Rhun
La chapelle Notre-Dame-du-Rhun est un édifice situé à Guipavas, en France.

## Localisation
La chapelle est située sur le territoire de la commune du Guipavas, place Saint-Eloi, dans le département du Finistère, en région Bretagne.

## Description
La chapelle Notre-Dame-du-Rhun (Rûn en breton signifie « colline ») car elle est à 93 mètres au-dessus du niveau de la mer. La chapelle actuelle date du XVIe siècle et remplacerait une église antérieure construite par saint Thudon lui-même au VIIe siècle. Restaurée en 1805, la chapelle a été gravement endommagée et sa flèche abattue pendant les combats pour la libération de Brest en août 1944 ; la flèche a été restaurée en 1952. La chapelle abrite une Vierge à l'Enfant connue sous le nom de Notre-Dame du Reun. Le clocher est caractéristique d'un type de clochers bretons. Le clocher de pignon est compris entre deux contreforts à la base élargie par un encorbellement portant la balustrade. L'église est à trois nefs couvertes par une charpente.

## Historique
La chapelle est classée partiellement (clocher et façade) au titre des monuments historiques par arrêté du 22 juillet 1914.

## Galerie

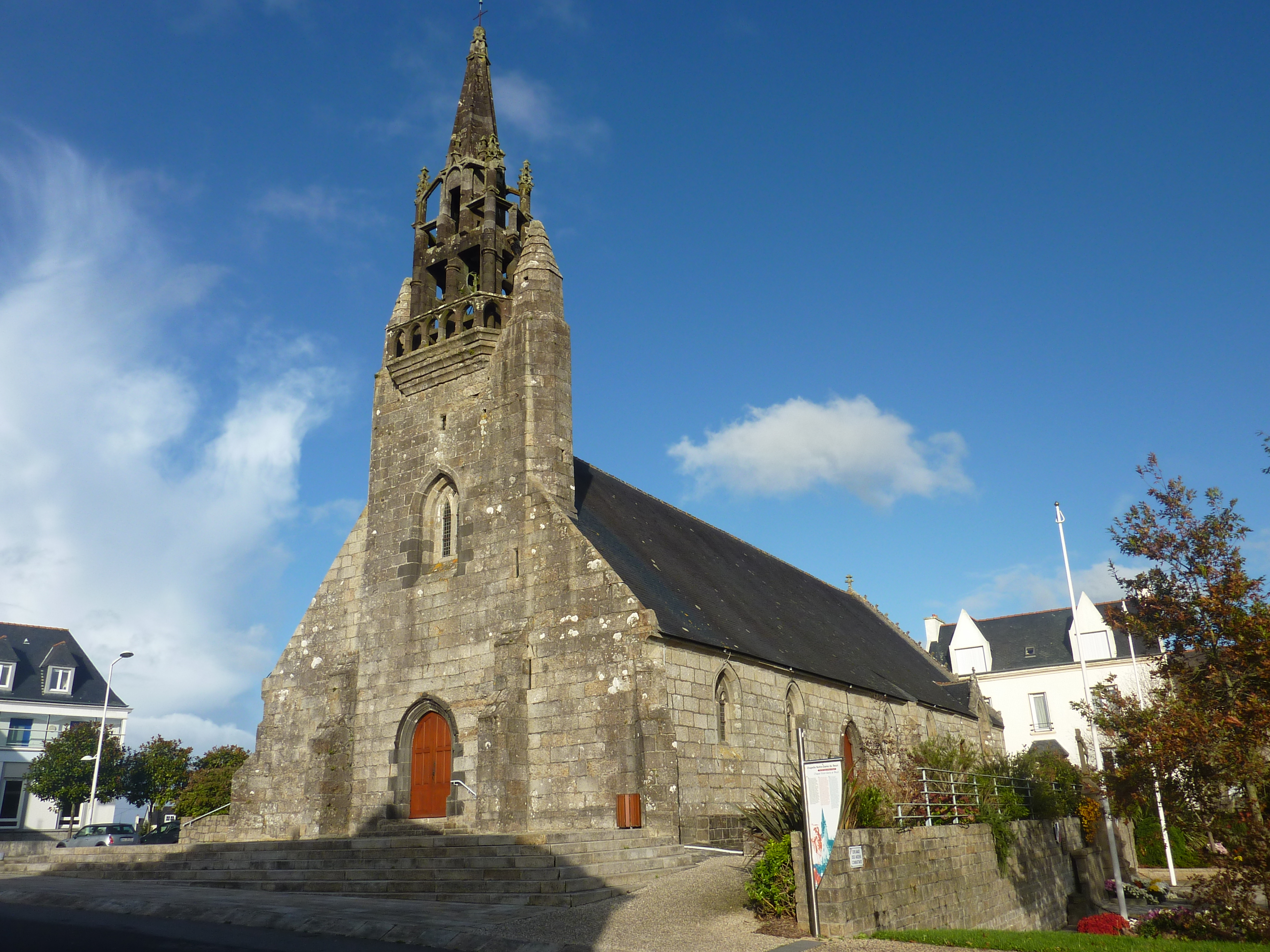
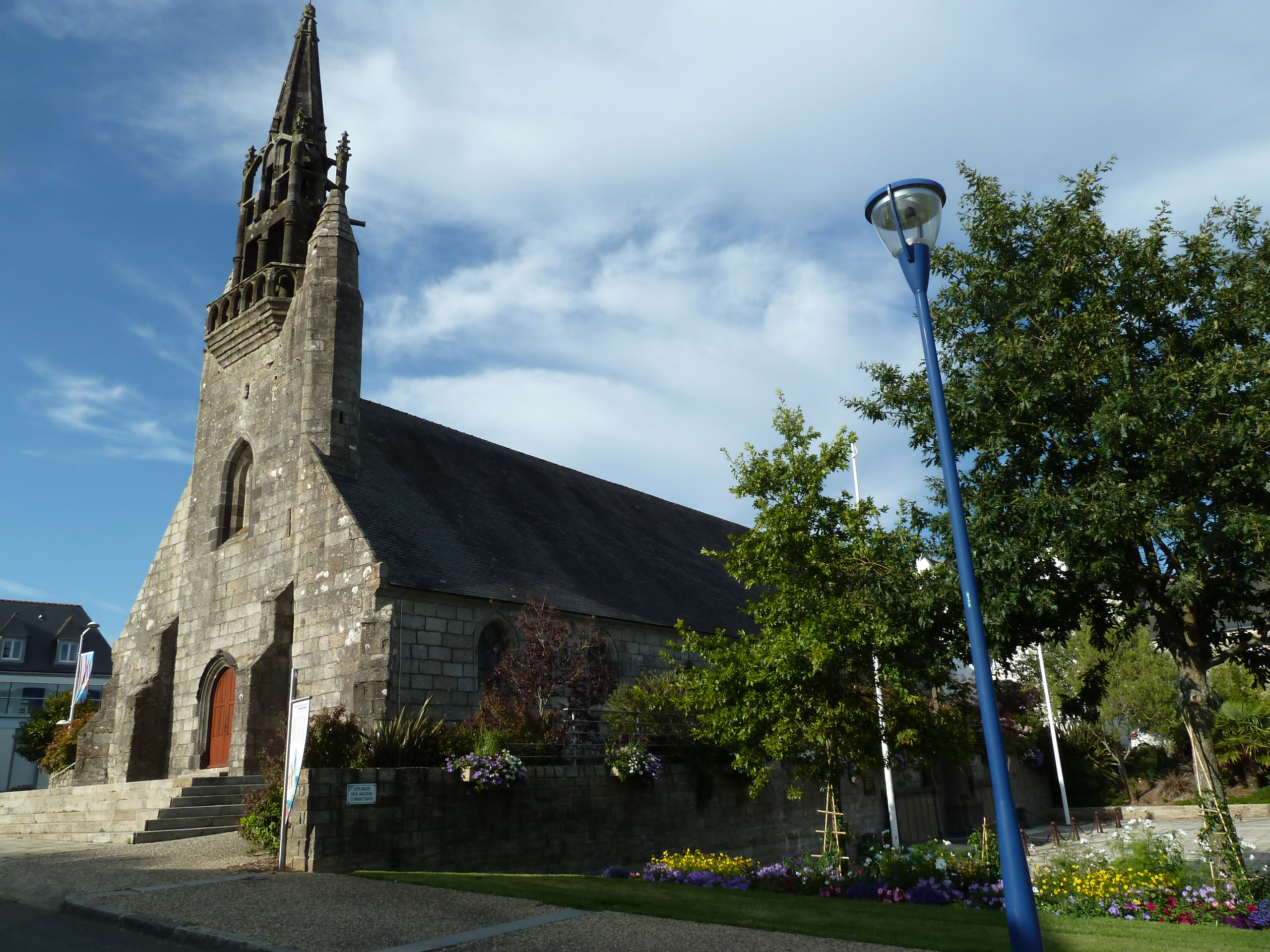
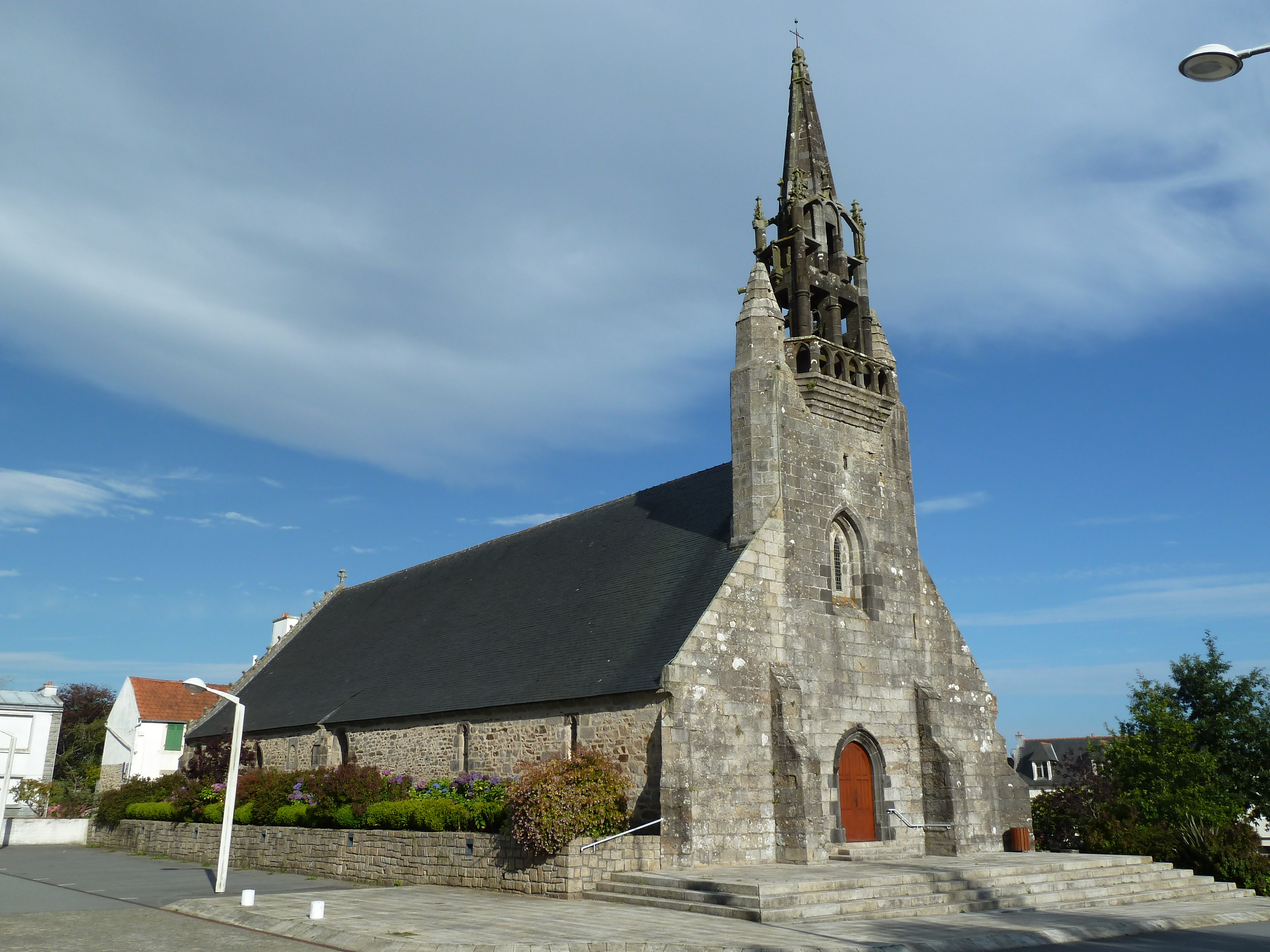
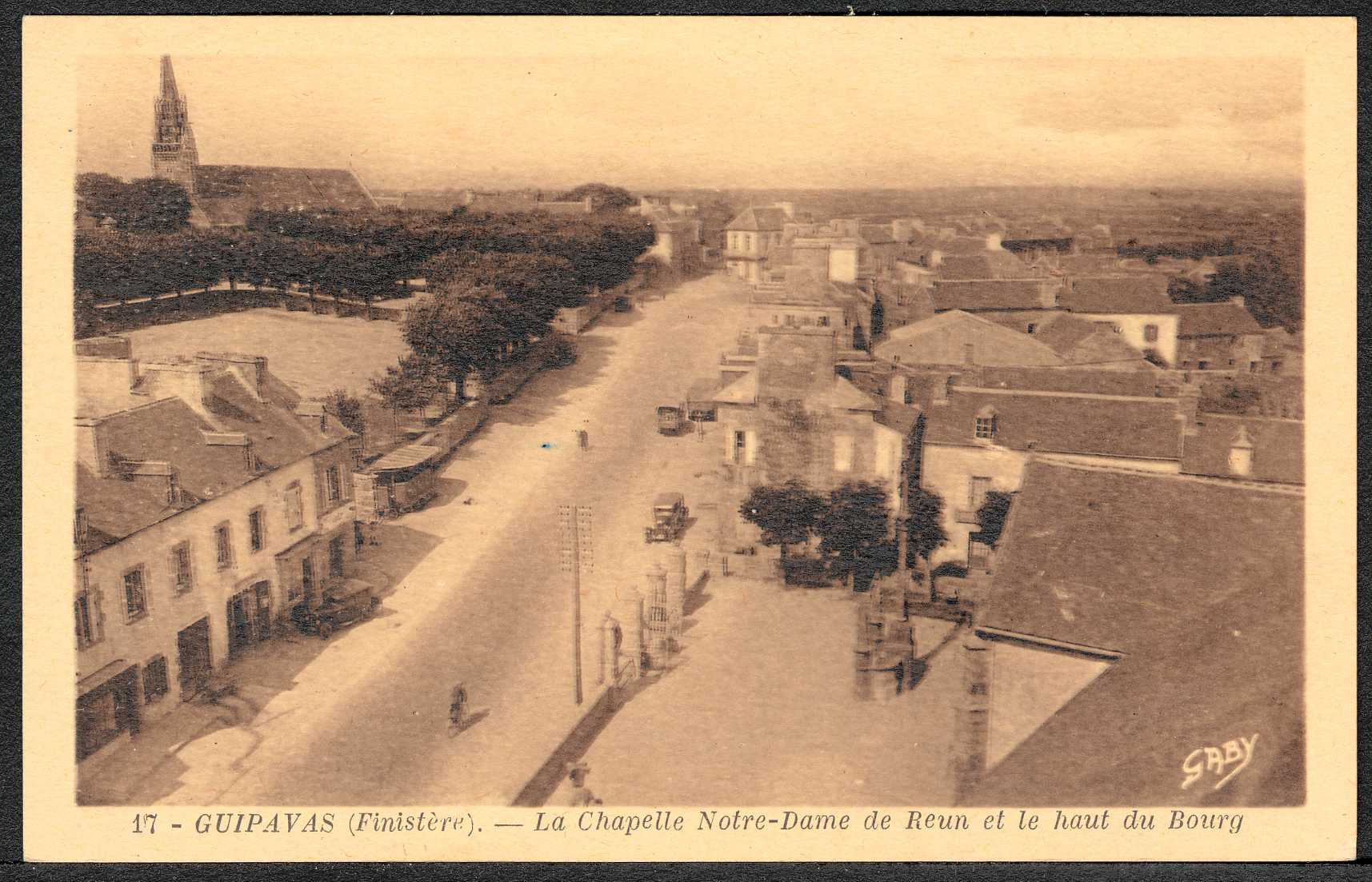